# 11 Cameras
11 Cameras é uma minissérie da CBC de 30 minutos onde mostram seus personagens pela webcam. A série foi transmitida nos verões de 2006 e 2007. A CBC encomendou 22 episódios no total e não renovou o contrato, embora ainda passe na América do Sul e pode ser vista em outras partes do mundo. 
A série foi criada por Chokolat e co-produzida com a Shaftesbury Films e Henry Less Productions.

## Elenco
- Elenco principal
  - Amber (Leah Cudmore) - Namorada de Colin.
  - Andrea (Kate Hewlett) - Empregada de Richard, faz todos os esforços para acomodá-lo devido à sua secreta paixão por ele.
  - Bruce (Alan Van Sprang) - Ex-namorado de Paula, empregado de Sumesh, conhece Honey através da internet.
  - Chuck (Dillon Casey) - Amigo de Colin, namorado de Mel, tem dificuldade para lidar com a mudança, devido à sua pequena mentalidade.
  - Colin (Alex Campbell) - Namorado de Amber (embora tenha recentemente percebido que ele é gay), amigo de Mel e Chuck, trabalha em uma loja de conveniência, conhece Evan e Matt na internet.
  - Gladys (Deborah Grover) - Mãe do Nick, raramente vista sem um cigarro.
  - Honey (Terra Vnesa) - Namorada de Chuck, amiga de Serenity e Bruce, está freqüentando colégio e pensa que ela pobre.
  - Irina (Deanna Dezmari)
  - Kelly (Ashley Leggat)
  - Nick (Jeff Roop)
  - Paula (Barbara Radecki)
  - Raj (Jazz Mann)
  - Richard (Joris Jarsky)
  - Sarah (Mayko Nguyen)
  - Sumesh (Yogesh Chotalia)
  - Tiffany (Jessica Greco)
- Personagens secundários
  - Asha
  - Dinesh Desh Pandu (Marvin Ishmael)
  - Doug (Colin Doyle)
  - Evan
  - Georgia (Mishu Vellani)
  - Liam (Mak Fyfe)
  - Martinez (Tim Sell)
  - Matt (Brandon Carrera)
  - Milan (Kristina Pesic)
  - Rohini Desh Pandu (Natasha Chandel)
  - Samir (Errol Sitahal)
  - Serenity (Jeananne Goossen)
  - Tony
  - Trevor (Adrian Roberto)
  - Zak (Kerr Hewitt)